# 清津港

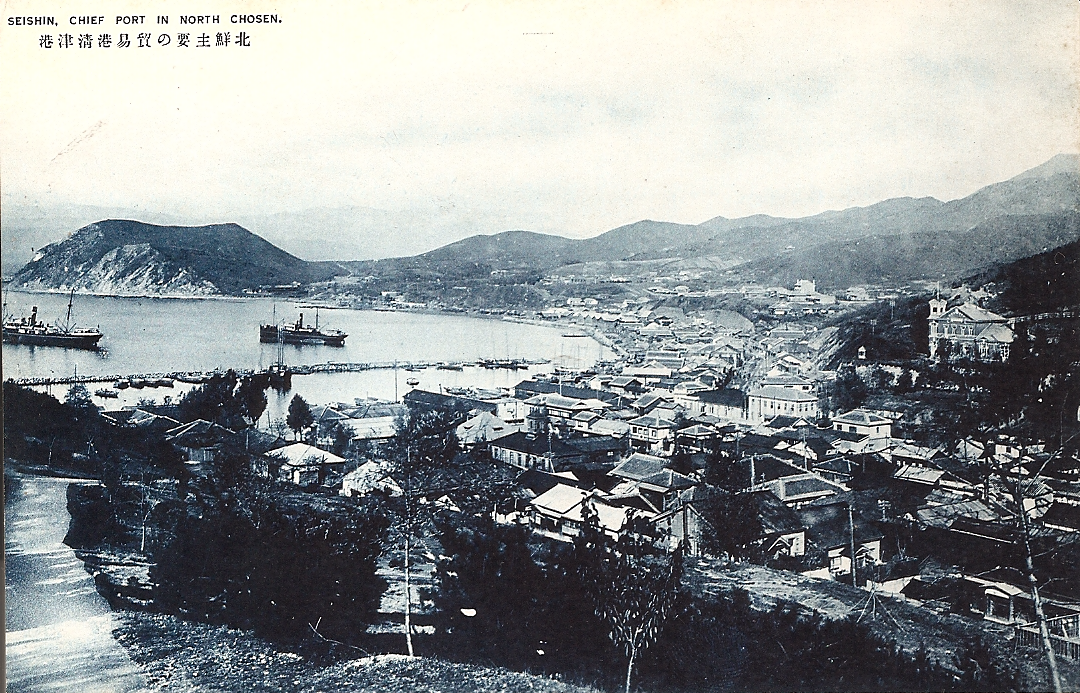
清津港（約1930年代）

清津港是朝鮮民主主義人民共和國咸鏡北道清津市的港口。清津港分為「東港」及「西港」兩部分，東港在清津市內，港內有1、2號兩個碼頭，西港離清津市區較遠，共有4個碼頭。清津港年吞吐能力800萬噸，主要出口貨物為各種鋼材、有色金屬、機床、電機產品、紡織、蘋果和人參等，進口貨物主要有石油、煉焦煤、橡膠和機械設備等。 
2012年9月11日，韩联社等多家媒体引述中国《延边日报》9月10日的报道称，延边海华集团1日在平壤与朝鲜港湾会社签署合营合同成立海港合营公司，共同管理和利用清津港3、4号连接线码头，合营期限为30年。